# Jean de la Lune (obra de teatre)
Jean de la Lune és un espectacle dramàtic de Marcel Achard representat per primer cop el 16 d'abril 1929, a la Comédie des Champs-Élysées, dirigida per Louis Jouvet.

## Descripció i resum
Es tracta d'una obra de teatre en tres actes, on la humanitat definida per la seva modèstia ha d'acceptar el món tal com és i consentir al sofriment. La partitura presenta el gentil Jean, tolerant i capritxós, enamorat de Marcbelline, que és inconstant i inconcebible, protegida pel seu germà Clotaire, cobrint incansablement les perfídies de la seva germana.